# Fotografia di alimenti
La fotografia di alimenti o, più comunemente, food photography, è una specializzazione del genere fotografico still life (natura morta) e ha come scopo la produzione di immagini attraenti di cibo da utilizzare in pubblicità, sugli imballaggi di alimenti, su riviste o libri di cucina e sui menù.
La fotografia di alimenti professionale è il risultato della cooperazione di più professionisti: un fotografo specializzato in alimenti, uno stilista di alimenti, un prop stylist o art buyer, e i loro assistenti. Nel caso di campagne pubblicitarie, il direttore artistico è spesso coinvolto direttamente nell'ideazione delle foto.

## Lo stilista di alimenti
Il ruolo dello stilista di alimenti è di rendere il cibo attraente per il set fotografico e di aver cura che resti tale anche nella foto finale. La differenza principale tra il modo in cui uno stilista di alimenti presenta un piatto e quello in cui lo fanno una cuoca a casa o uno chef, sta nel tempo e nell'impegno che il primo mette nel preparare il piatto in una maniera bella e curata. Lo stilista di alimenti, inoltre, deve avere la capacità di comporre immagini e l'abilità di tradurre le sensazioni olfattive, gustative e tutta l'attrattiva di un piatto reale in una foto bidimensionale.
Lo stilista di alimenti deve avere una conoscenza approfondita della cucina e delle tecniche di cottura e conservazione del cibo. Inoltre deve sapere dove recuperare gli ingredienti per il suo lavoro, anche quelli più difficili da trovare. Inoltre deve saper creare le ricette appositamente per le richieste dei suoi clienti e saper lavorare in team con gli altri professionisti sul set.

## L'allestimento
Il lavoro dello stilista di alimenti comincia con l'acquisto degli ingredienti che verranno lavorati, che naturalmente variano a seconda delle ricette da scattare. È fondamentale che gli ingredienti siano di grande qualità, freschi ed esteticamente gradevoli. La quantità deve essere tale da permettere di scegliere tra diverse varianti della preparazione e non è raro preparare il piatto in grandi quantità per poi sceglierne la porzione o l'elemento più bello esteticamente, che sarà il protagonista della foto e che viene detto l'eroe.
Gli scatti fotografici di solito vengono realizzati in studio in condizioni di luce studiate appositamente dal fotografo per ottenere l'effetto desiderato, oppure in luce naturale. Lo sfondo e il set sono preparati per valorizzare al massimo il cibo, creando il tipo di atmosfera (mood) richiesta dal cliente.
Il cibo fotografato a volte è commestibile, a volte no. La differenza sta nel trattamento che ha ricevuto (per esempio se sono state aggiunte sostanze tossiche ma che ne migliorano la resa fotografica) e nel tempo in cui è stato esposto all'aria e al calore delle luci del set, specie se si tratta di cibo facilmente deperibile.

## Tecniche e controversie
Compito del food styling è aver cura che il cibo risulti più attraente possibile nella foto, cosa che richiede, a volte, che il cibo rappresentato non sia il materiale realmente utilizzato.
La fotografia di alimenti, va ricordato, non è fotografia di reportage ma rappresentazione di una ricetta al suo meglio. Per questo può succedere, per esempio, che il gelato soggetto di una foto estremamente invitante sia in realtà un modello in scala, un modello verosimile e ben realizzato ma non commestibile, che però rende meglio sul set di un ottimo gelato artigianale che si scioglie dopo pochi minuti diventando brutto e per nulla fotogenico.
Questo genere di tecniche di solito genera un po' di delusione nel pubblico, che si aspetta che ad una foto dall'aria appetitosa corrisponda un soggetto realmente appetitoso. La questione è in realtà posta in maniera impropria: le foto di alimenti nascono per narrare il cibo che rappresentano, non per riprodurlo pedissequamente: la fotografia di alimenti non è una branca della gastronomia, ma della fotografia, ed è quindi un lavoro di produzione di belle immagini, non necessariamente di buon cibo.